# Криве Озеро
Криве Озеро (на украински: Криве Озеро) е селище от градски тип в Южна Украйна, Кривеозерски район на Николаевска област. Основано е през 1762 година. Населението му е около 7262 души.